# آراگوینها
آراگوینها (به پرتغالی: Araguainha) یک منطقهٔ مسکونی در برزیل است که در ماتو گروسو واقع شده‌است. آراگوینها ۹۴۶ نفر جمعیت دارد.